# Democrates burmeisteri
Democrates burmeisteri är en skalbaggsart som beskrevs av Reiche 1852. Democrates burmeisteri ingår i släktet Democrates och familjen Dynastidae. Inga underarter finns listade i Catalogue of Life.